# Santa Marina (Noreña)
Santa Marina es una parroquia del concejo asturiano de Noreña. Su templo parroquial está dedicado a Santa Marina. La Pasera es su único núcleo población de 11 habitantes  y ocupa una extensión de 0.26 km² en el concejo de Noreña. Se encuentra a una distancia de 8 km de la capital del concejo.

## Aldeas
- La Pasera - 11 hab.